# Luhove, Sumî
Luhove (în ucraineană Лугове) este un sat în așezarea urbană Nîzî din raionul Sumî, regiunea Sumî, Ucraina.

## Demografie
Componența lingvistică a localității Luhove
     Ucraineană (94,87%)
     Rusă (4,62%)
     Alte limbi (0,51%)
Conform recensământului din 2001, majoritatea populației localității Luhove era vorbitoare de ucraineană (94,87%), existând în minoritate și vorbitori de rusă (4,62%).